# Buffo
Termenul buffo (în: italiană buffo, germană komisch, witzig) este folosit în operă (operă buffă) și operete pentru a face referire la tenor (tenor buffo – tenor pentru roluri comice) sau bas (bas buffo), mai rar bariton, care este „responsabil” pentru partea comică din piesă atribuită rolului său.

## Caracteristici
Adesea, „buffi” sunt figuri sau tipuri exagerate până la caricatură, care ar trebui să facă publicul să râdă doar prin însăși gesturile, expresiile faciale și costumele lor. Un buffo nu are de obicei strălucirea vocală a unui cântăreț din domeniul liric, dar capacitatea lui actoricească poate fi mai mare. Prin urmare, rolurile buffo sunt mai rar roluri principale sau de erou, ci de slujitori, lachei sau altele similare, care fie își salvează stăpânul sau prietenul din situații dificile cu istețimea lor, fie îi aduc în această situație prin bârfele lor.
Rolul feminin corespunzător buffo-ului este numit subretă (în: franceză soubrette) și este cântat de o soprană.

## Roluri buffo

### Operă
- Mozart, Răpirea din serai: Pedrillo, tenor
- Mozart, Nunta lui Figaro: Bartolo, bas
- Mozart, Don Giovanni: Leporello, bas
- Mozart, Così fan tutte: Don Alfonso, bas
- Mozart, Flautul fermecat: Papageno, bariton
- Rossini, Italianca în Alger: Mustafà, bas; Taddeo, bas
- Rossini, Turcul în Italia: Selim, Bass; Don Geronio, bas
- Rossini, Bărbierul din Sevilla: Figaro, bariton
- Rossini, La Cenerentola: Don Magnifico, bas
- Rossini, Il viaggio a Reims: Don Profondo, bas; Barone di Trombonok, bas
- Donizetti, Elixirul dragostei: Dulcamara, bariton
- Donizetti, Don Pasquale: Don Pasquale, bas
- Verdi, Forța destinului: Fra Melitone, bas
- Smetana, Mireasa vândută (Prodaná nevěsta): Vašek (Wenzel), tenor

### Operetă
- Strauss, Liliacul: Dr. Blind, tenor/bariton
- Strauss, O noapte la Veneția: Pappacoda, tenor/bariton
- Strauss, Voievodul țiganilor; Koloman Zsupán, bas
- Strauss, Sânge vienez: Josef, tenor/bariton
- Lehár, Țareviciul: Ivan, tenor
- Kálmán, Contesa Marița: Baron Koloman Zsupán, tenor/bariton
- Benatzky, La calul bălan: Sigismund, bas

## Vezi și
- Opera buffă
- subretă